# Pont-Saint-Esprit
Pont-Saint-Esprit este o comună în departamentul Gard din sudul Franței. În 2009 avea o populație de 10.233 de locuitori.

## Evoluția populației
| An        | 1975  | 1982  | 1990  | 1999  | 2006  | 2009   |
| --------- | ----- | ----- | ----- | ----- | ----- | ------ |
| Populație | 6.709 | 8.067 | 9.277 | 9.265 | 9.661 | 10.233 |